# Monterey Jack
El Monterey Jack es un queso amarillento que se produce en la ciudad de Monterey, California. Se dice que el secreto de su manufactura radica en un antiguo grimorio que recibió David Jacks, el primero que lo elaboró, de manos de un monje en 1916.

## Elaboración
El queso se elabora con leche pasteurizada de vaca y se deja madurar 4 semanas (aunque existe una variante que se deja madurar hasta 10 meses o más). Se presenta en piezas de aproximadamente 500 g y se consume como el queso parmesano.

## Descripción
El queso Monterey Jack suele ser de color amarillo, con corteza roja y seca, tiene una textura ligeramente cremosa con agujeros de tamaño mediano, su contenido de grasa es menor al 50%.

## Utilización
Por su textura, que es muy firme, se puede cortar en rebanadas o rallado; se utiliza en ensaladas, quesadillas, fondue o lasaña.
Como bebida de acompañamiento, se suele aconsejar un vino rieslieng o un chardonnay californiano.